# Karma Lingpa
 (juin 2025).
Karma Lingpa (tibétain : ཀརྨ་གླིང, Wylie : Kar ma gling pa) (1326–1386) est un tertön, découvreur de textes tibétain cachés (termas), qui a vécu au XIVe siècle.

## Biographie
Karma Lingpa, fils aîné de Nyida Sangye, un maître du tantrisme, est né au sud-est du Tibet. Il fut reconnu comme une réincarnation de Chokro Luyi Gyaltsen, un grand maître tibétain. 
Il est célèbre pour avoir découvert à 15 ans le Bardo Thödol sur le mont Gampo Dar, parmi plusieurs autres termas (textes sacrés cachés). Cet ouvrage appartient à l’école Nyingmapa, et est attribué à Padmasambhava, maître indien qui introduisit le bouddhisme au Tibet au VIIIe siècle. Composé par Padmasambhava, le Bardo Thödol fut écrit par son épouse, Yeshe Tsogyal.
Lungten Dubgyur (2006) voit une influence du Bardo Thödol de Karma Lingpa dans le système judiciaire bhoutanais. Il affirme que ce texte est une source légale et historique d'importance sur laquelle la plupart des Procédures Pénales modernes du Bhoutan sont basées depuis la promulgation du Code Civil et de le Procédure Pénale bhoutanais en 2001.